# Emil Rajković
Emil Rajković (nacido el 11 de septiembre de 1978 en Skopje, República de Macedonia, actual Macedonia del Norte) es un entrenador macedonio de baloncesto. Actualmente dirige al PBC CSKA Moscú de la Liga Profesional de Baloncesto (Rusia) y VTB League.

## Trayectoria

### Como jugador
Fue un jugador profesional de baloncesto desde 1996 a 2005, jugando mayoritariamente en equipos macedonios como Rabotnički con el que lograría cinco campeonatos de la Prva Liga (1996, 1997, 1998, 1999 y 2001) y una Copa de baloncesto de Macedonia en 1998. Además, jugaría en Kumanovo, Vardar Imperijal, MZT Skopje y FON Univerzitet. También tendría una experiencia en Grecia en las filas del Near East B.C.

### Como entrenador
Comenzó su carrera en los banquillos en 2005 dirigiendo al KK Karpoš Sokoli de la Prva Liga. 
En la temporada 2006-07, dirigiría al Feni Industries en el que permanecería durante 7 temporadas y lograría tres campeonatos de la Prva Liga (2008, 2010 y 2011), dos torneos de Copa de baloncesto de Macedonia (2008 y 2010) y la Balkan League en 2011. Tras dirigir al Rabotnički en la temporada 2013-14, emprendería una aventura de dos temporadas en Polonia para dirigir al Śląsk Wrocław desde 2014 a 2016.
En 2016, regresa a su país de origen para dirigir al MZT Skopje.
Desde 2016 a 2018, dirigiría al Stal Ostrów Wielkopolski de Polonia.
En 2018, firma por el BC Astana de la Liga Nacional de Baloncesto de Kazajistán y la VTB League, al que dirige durante tres temporadas. Con el club kazajo lograría tres campeonatos de la Liga Nacional de Baloncesto de Kazajistán (2019, 2020 y 2021) y tres torneos de la Copa de Kazajistán (2019, 2020 y 2021). Además, en su primera temporada sería nombrado entrenador del año de la VTB League (temporada 2018-19).
Desde 2019 a 2021, compaginaría su cargo de entrenador del BC Astana con el de seleccionador de Kazajistán.
El 13 de julio de 2021, firma por el BC Avtodor de la VTB United League.
El 17 de junio de 2022, firma un contrato por dos temporadas con el PBC CSKA Moscú para disputar la Liga Profesional de Baloncesto (Rusia) y VTB League.

## Clubs

### Como jugador
- 1996–1997: Rabotnički
- 1997–1998: Kumanovo
- 1998–2002: Rabotnički
- 2002: Vardar Imperijal
- 2003: Near East B.C.
- 2003-2004: MZT Skopje
- 2004-2005: FON Univerzitet

### Como entrenador
- 2005-2006: Toa Sum Jas
- 2006-2013: Feni Industries
- 2013-2014: Rabotnički
- 2014-2016: Śląsk Wrocław
- 2016: MZT Skopje
- 2016-2018: Stal Ostrów Wielkopolski
- 2018-2021: BC Astana
- 2019-2021: Selección de baloncesto de Kazajistán
- 2021-2022: BC Avtodor Saratov
- 2022-Actualidad: PBC CSKA Moscú